# USS Stickleback (SS-415)
El USS Stickleback (SS-415) fue un submarino de la clase Balao en servicio con la Armada de los Estados Unidos de 1945 a 1958. Se hundió el 29 de mayo de 1958 después de colisionar accidentalmente contra el destructor USS Silverstein de la clase John C. Butler.
El USS Stickleback es uno de los cuatro submarinos de la Armada de los Estados Unidos que se han perdido desde el final de la Segunda Guerra Mundial. Los otros son el USS Cochino, el USS Thresher y el USS Scorpion.

## Hundimiento

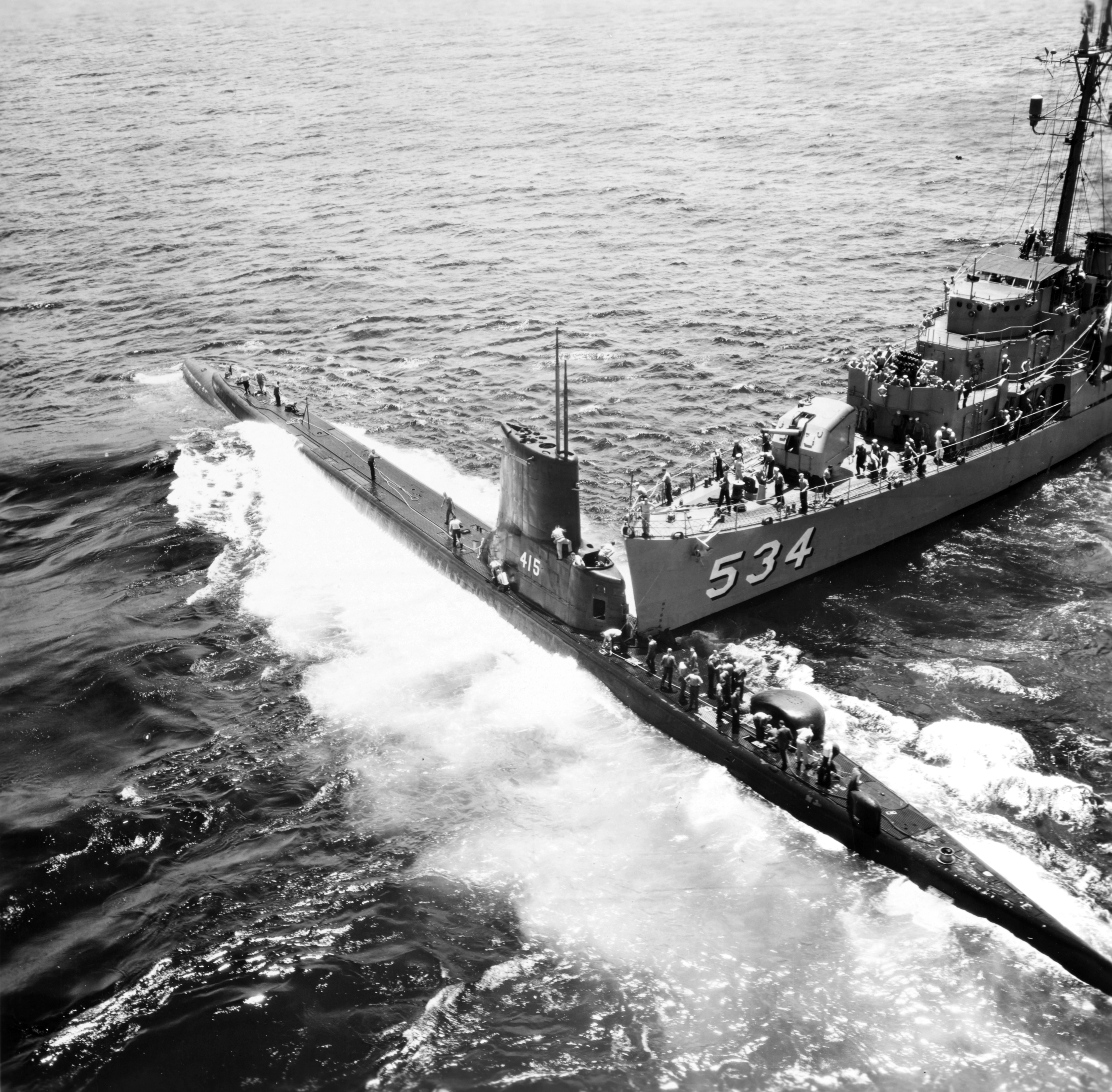
Colisión entre el submarino Stickleback y el destructor Silverstein el 29 de mayo de 1958 en unas maniobras militares.

El 28 de mayo de 1958, el USS Stickleback participaba en un ejercicio de guerra antisubmarina con la escolta del destructor USS Silverstein y un torpedero en el área de Hawái. Los ejercicios continuaron hasta la tarde del día siguiente, cuando el submarino completó un recorrido simulado de torpedo sobre el Silverstein. 
Mientras Stickleback se acercaba a una profundidad segura, perdió potencia y avanzó aproximadamente 200 yardas (180 m) por delante de la escolta del destructor. Silverstein retrocedió por completo y giró el timón hacia la izquierda en un esfuerzo por evitar una colisión, pero agujereó el submarino por su lado de babor.
La tripulación del Stickleback fue retirada por el torpedero y el Silverstein, Sabalo, Sturtevant y Greenlet hicieron esfuerzos combinados para salvar el submarino afectado. Los barcos de rescate colocaron líneas a su alrededor, pero compartimento tras compartimento se inundaron y, a las 18:57 del 29 de mayo de 1958, Stickleback se hundió en 1.800 brazas (10.800 pies; 3.292 m) de agua.
El USS Stickleback fue eliminado del Registro de Buques Navales de EE. UU. el 30 de junio de 1958.
Las imágenes de sonar de sus restos se hicieron públicas en marzo de 2020.